# El Malangar
El Malangar är en ort i Mexiko.   Den ligger i kommunen Mazatlán Villa de Flores och delstaten Oaxaca, i den sydöstra delen av landet, 280 km sydost om huvudstaden Mexico City. El Malangar ligger 1 253 meter över havet och antalet invånare är 190.
Terrängen runt El Malangar är bergig åt sydost, men åt nordväst är den kuperad. Runt El Malangar är det ganska tätbefolkat, med 75 invånare per kvadratkilometer. Närmaste större samhälle är Huautla de Jiménez, 11,8 km nordost om El Malangar. I omgivningarna runt El Malangar växer i huvudsak städsegrön lövskog.